# Universidad de Libia
La Universidad de Libia (en árabe: الجامعة الليبية) fue una universidad pública con sede en Trípoli y Bengasi. La universidad fue fundada en 1955 y separada en 1973, cuando se dividieron en dos nuevas universidades: la Universidad de Bengasi (más tarde la Universidad de Garyounis) y la Universidad de Trípoli (más tarde la Universidad Al Fateh).

## Historia

### Origen

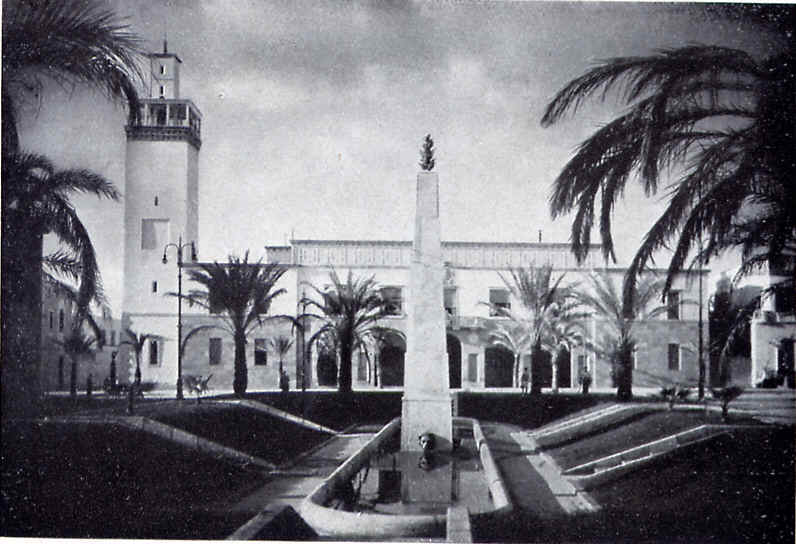
Fundada por decreto real en 1955, el palacio Al Manar de Bengasi fue el primer campus.

El gobierno libio decidió fundar, a pesar de la difícil situación económica en la década de 1950, una universidad. En 1955, se envió una delegación a Egipto para solicitar, al entonces primer ministro Gamal Abdel Nasser, su autorización para el préstamo de algunos profesores que trabajaban en Egipto. El gobierno egipcio aceptó, comprometiéndose a pagar los sueldos de los cuatro profesores prestado por cuatro años.
Para la fundación de la universidad fue emitido un decreto real el 15 de diciembre de 1955. La primera facultad que se formó fue la Facultad de Letras de Bengasi. Mientras tanto, el rey Idris I de Libia declaró la independencia del palacio real "Al Manar" para que fuese asignado como campus.